# Narodni park Mount Aspiring
Narodni park Mount Aspiring je v Južnih Alpah Južnega otoka Nove Zelandije, severno od narodnega parka Fiordland, ki je v regijah Otago in Westland. Park je del svetovne dediščine Te Wahipounamu.

## Geografija
Narodni park Mount Aspiring, ustanovljen leta 1964 kot deseti narodni park na Novi Zelandiji, pokriva 3562 kvadratnih kilometrov na južnem koncu Južnih Alp, neposredno zahodno od jezera Wānaka, in je priljubljen za potepanje, sprehajanje in planinarjenje. Mount Aspiring / Tititea, nadmorska višina 3033 metrov daje parku ime. Drugi vidni vrhovi v parku so Mount Pollux, višina 2542 metrov in Mount Brewster, višina 2519 metrov.
Prelaz Haast Pass / Tioripatea, ena od treh glavnih cestnih poti čez Južne Alpe, prečka severovzhodni del parka.

## Zgodovina

### Dodana postaja Landsborough
Aprila 2005 je Sklad za naravno dediščino kupil zasebno zemljišče v dolini reke Landsborough kot dodatek k parku.

### Predlog predora Milford Sound
Leta 2006 je podjetje Milford Dart Company zaprosilo ministrstvo za varstvo narave, da spremeni načrt upravljanja narodnega parka Mount Aspiring, da omogoči dodatno cesto znotraj parka za avtobusni predor, tako imenovani predor Milford, od ceste Routeburn do doline Hollyford do popelje turiste v Milford Sound. Predor bi vzpostavil povezavo prek Glenorchyja in bi znatno skrajšal trenutni povratni čas potovanja od Queenstowna do Milford Sounda za 9 ur.
Decembra 2007 je novozelandska uprava za varstvo narave zavrnila sprejetje spremembe načrta upravljanja. Organ za varstvo narave je menil, da predlagana cesta ne bi prispevala k uporabi in uživanju narodnega parka Mount Aspiring ter da bi škodljivi učinki gradnje in uporabe ceste v narodnem parku odtehtali vse koristi.
Ministrstvo za varstvo narave je predlog načeloma odobrilo leta 2011, vendar ga je minister za varstvo narave Nick Smith julija 2013 zavrnil. Smith je izjavil, da »predlog presega tisto, kar je primerno za območje svetovne dediščine«. Generalni direktor podjetja, ki stoji za predlogom, je izjavil, da je »seveda razočaran. Nacional poskuša preseči zelenice. Grem smučat«.

### Predlog rudarjenja
Leta 2009 je vlada Nove Zelandije, ki jo vodi nacionalna vlada, navedla, da se lahko narodni park Mount Aspiring odpre za rudarjenje. Približno 20 % skupne površine parka, predvsem v zahodnih delih okoli Red Hill Range in severovzhodnih delih, bi lahko odstranili iz parka in minirali. Tukajšnje raziskovalce še posebej zanimajo nahajališča karbonatita, vključno z redkimi zemeljskimi elementi in volframom. Zelena stranka je opozorila, da je park ena glavnih turističnih znamenitosti Nove Zelandije in da bi rudarjenje tukaj lahko močno škodilo podobi države.

## Center za obiskovalce
Center za obiskovalce narodnega parka Mount Aspiring se nahaja v Wānaki na vogalu Ardmore St in Ballentyne Rd.

## Potepanje in pohodništvo
Priljubljene poti za pohodništvo v parku vključujejo:
- Krožna pot Gillespie Pass
- Dolina Mātukituki
- Pot Routeburn
- Rees-Dart krog